# Colonial Park
Colonial Park és una concentració de població designada pel cens dels Estats Units a l'estat de Pennsilvània. Segons el cens del 2000 tenia 13.259 habitants.

## Demografia
Segons el cens del 2000, Colonial Park tenia 13.259 habitants, 6.134 habitatges, i 3.477 famílies. La densitat de població era de 1.091,5 habitants per quilòmetre quadrat.
Dels 6.134 habitatges en un 22,1% hi vivien nens de menys de 18 anys, en un 43% hi vivien parelles casades, en un 10,1% dones solteres, i en un 43,3% no eren unitats familiars. En el 36,1% dels habitatges hi vivien persones soles l'11,5% de les quals corresponia a persones de 65 anys o més que vivien soles. El nombre mitjà de persones vivint en cada habitatge era de 2,12 i el nombre mitjà de persones que vivien en cada família era de 2,78.
Per edats la població es repartia de la següent manera: un 18,8% tenia menys de 18 anys, un 9,3% entre 18 i 24, un 31,4% entre 25 i 44, un 21,9% de 45 a 60 i un 18,5% 65 anys o més.
L'edat mediana era de 39 anys. Per cada 100 dones de 18 o més anys hi havia 87,9 homes.
La renda mediana per habitatge era de 40.562 $ i la renda mediana per família de 49.676 $. Els homes tenien una renda mediana de 35.749 $ mentre que les dones 28.631 $. La renda per capita de la població era de 22.436 $. Entorn del 4,7% de les famílies i el 6,2% de la població estaven per davall del llindar de pobresa.

## Poblacions properes
El següent diagrama mostra les poblacions més properes.